# Rete tranviaria di Le Mans
La rete tranviaria di Le Mans è la rete tranviaria che serve la città francese di Le Mans. Conta due linee.